# Robert Burri

Robert Burri, ca. 1925 (Foto: Bildarchiv der ETH)

Robert Burri (* 13. Juli 1867 in Cham; † 16. Mai 1952 in Bern; heimatberechtigt in Bern und Malters) war ein Schweizer Bakteriologe.

## Leben
Robert Burri, am 13. Juli 1867 in Cham als Sohn des dortigen Sekundarlehrers und späteren Posthalters Jost sowie der Maria Burri geboren, maturierte zunächst an der Kantonsschule in Zug, bevor er zwischen 1886 und 1889 eine Ausbildung zum Fachlehrer naturwissenschaftlicher Richtung am Eidgenössischen Polytechnikum Zürich absolvierte.
In der Folge war Burri von 1891 bis 1895 als Assistent an der landwirtschaftlichen Versuchsanstalt in Bonn angestellt. Dort führte er erste bakteriologische Untersuchungen über das Rheinwasser durch, mit denen er 1893 an der Universität Zürich promovierte. Im direkten Anschluss war er von 1895 bis 1899 als Assistent an der agrikulturchemischen Versuchsanstalt Zürich tätig. Ab 1897 lehrte als Privatdozent für landwirtschaftliche Bakteriologie am Polytechnikum Zürich. Dazu wurde ihm die Leitung des dort neu geschaffenen landwirtschaftlich-bakteriologischen Laboratoriums übertragen, die er bis 1907 innehatte.
Darüber hinaus wurde Robert Burri 1907 zum Vorsteher der Eidgenössischen Milchwirtschaftlichen und Bakteriologischen Anstalt in Bern-Liebefeld bestimmt, ein Amt, das er bis 1937 ausführte. 1935 bis 1946 war er als Nachfolger von Albin Peter und Vorgänger von Paul Kästli Präsident der Schweizerischen Milchkommission (SMK) und wurde 1946 zum Ehrenpräsidenten ernannt. Überdies wurde er 1945 zum Präsidenten des Milchwirtschaftlichen Weltverbandes bestellt.
Robert Burri, Vater des Mineralogen Conrad Burri, heiratete im Jahr 1897 Emilie geborene Walser. Er verstarb am 16. Mai 1952 zwei Monate vor Vollendung seines 85. Lebensjahres in Bern.

## Wirken
Robert Burri gilt als der Pionier auf dem Gebiet der Milch- und Molkereibakteriologie. Er entwickelte mehrere wissenschaftliche Methoden, wie zum Beispiel das Tuscheverfahren zur mikroskopisch kontrollierten Herstellung bakterieller Einzelkulturen, das Ausstrichverfahren im Reagenzglas für Anaerobier und den anaeroben Verschluss von Reagenzgläsern. Daneben publizierte er auch wichtige Arbeiten über Bienenkrankheiten.

## Werke (Auswahl)
- Neue Untersuchungen über den Erreger der Sauerbrut der Bienen, 1941
- Weitere Beobachtungen über Formwandlungen beim Erreger der Sauerbrut der Bienen, 1943

## Archive
- Universität Bern - Institut für Medizingeschichte: Nachlass
- ETH-Bibliothek Zürich: Nachlass